# Акаба, Юрий Григорьевич
Юрий Григорьевич Акаба (абх. Иури Григори-иҧа Акаба; род. март 1949 Абхазская АССР) — член Правительства Республики Абхазия; с 2007 по 2011 годы — министр сельского хозяйства Абхазии; кандидат сельскохозяйственных наук (1989).

## Биография
Родился в марте 1949 года в Абхазской АССР.
В 1967 году окончил среднюю школу и поступил в Сельхозинститут города Сухума, который окончил в 1972 году по специальности ученый агроном — субтропик.
С 1972 по 1973 годы служил в рядах Советской армии.
С 1973 по 1977 годы работал начальником агроучастка, а с 1977 по 1982 годы — управляющий центральным агроотделением учхоза «Эшера».
В мае 1989 года присвоено звание кандидата сельскохозяйственных наук.
С 1992 по 1995 годы трудился в должности директора учхоза «Эшера».
С 1995 по 2 февраля 2000 года — министр сельского хозяйства Республики Абхазия.
2 февраля 2000 года указом президента Абхазии назначен на должность Вице-премьера, которую исполнял до 2002 года.
С 2002 по 2003 годы в должности Вице-президента торгово-промышленной палаты Республики Абхазия, а с 2003 по 2004 годы — Президент ТПП Республики Абхазия. В 2004—2007 годах вновь в должности Вице-президента ТПП Республики Абхазия.
6 августа 2007 года Указом президента Абхазии назначен министром сельского хозяйства Республики Абхазия. При формировании нового кабинета министров, 25 февраля 2010 года подтверждён в должности.
Награждён в 2024 году орденом «Честь и слава» III степени.